# Mistrzostwa Świata w Strzelectwie 1903
Mistrzostwa Świata w Strzelectwie 1903 – siódme mistrzostwa świata w strzelectwie. Odbyły się one w argentyńskim mieście Buenos Aires. Rozgrywano konkurencje tylko dla mężczyzn. 
W programie zawodów znalazło się siedem konkurencji. Indywidualnie najwięcej medali zdobył Szwajcar Emil Kellenberger (pięć). W klasyfikacji medalowej zwyciężyła reprezentacja Szwajcarii. Do Argentyny nie pojechało jednak wielu czołowych strzelców świata, w tym m.in. Szwajcar Konrad Stäheli. Nie licząc zawodników argentyńskich, w zawodach startowało jedynie 10 reprezentantów Włoch i 6 reprezentantów Szwajcarii.
Były to pierwsze mistrzostwa globu rozegrane poza Europą.

## Klasyfikacja medalowa
Gospodarze mistrzostw
| Pozycja | Kraj       | Złoto | Srebro | Brąz | Łącznie |
| ------- | ---------- | ----- | ------ | ---- | ------- |
| 1       | Szwajcaria | 4     | 3      | 2    | 9       |
| 2       | Argentyna  | 3     | 0      | 2    | 5       |
| 3       | Włochy     | 0     | 4      | 2    | 6       |

## Wyniki
| Konkurencja                                     | Złoto                                                                                 | Wynik     | Srebro                                                                                   | Wynik     | Brąz                                                                                     | Wynik                 |
| Karabin dowolny, trzy postawy, 300 m            | Emil Kellenberger                                                                     | 969 pkt.  | Louis Richardet                                                                          | 952 pkt.  | Attilio Conti                                                                            | 938 pkt.              |
| Karabin dowolny, trzy postawy, 300 m, drużynowo | Szwajcaria Alfred Grütter Emil Kellenberger Louis Richardet Adolf Tobler Konrad Wüger | 4598 pkt. | Włochy Attilio Conti Alessandro Pederzoli Aleardo Tiberi Cesare Valerio Carlo Vercellone | 4413 pkt. | Argentyna Armando Cabrera Jeronimo Chiappe Duca Julio Canale Candido Martínez José Masso | 4239 pkt.             |
| Karabin dowolny leżąc, 300 m                    | Louis Richardet                                                                       | 343 pkt.  | Emil Kellenberger                                                                        | 331 pkt.  | Adolf Tobler                                                                             | 330 pkt.              |
| Karabin dowolny klęcząc, 300 m                  | Emil Kellenberger                                                                     | 346 pkt.  | Attilio Conti                                                                            | 345 pkt.  | Louis Richardet                                                                          | 333 pkt.              |
| Karabin dowolny stojąc, 300 m                   | José Masso                                                                            | 293 pkt.  | Emil Kellenberger                                                                        | 292 pkt.  | Cesare Valerio                                                                           | 287 pkt.              |
| Pistolet dowolny, 50 m                          | Benjamin Segura                                                                       | 466 pkt.  | Cesare Valerio                                                                           | 456 pkt.  | Marcelo de Alvear                                                                        | 441 pkt.              |
| Pistolet dowolny, 50 m, drużynowo               | Argentyna Marcelo de Alvear Angel Velaz Jorge Lubary Benjamin Segura Andres del Pino  | 2166 pkt. | Włochy Attilio Conti Alessandro Pederzoli Aventino Righini Luigi Tavelli Cesare Valerio  | 2145 pkt. | Startowały dwie ekipy                                                                    | Startowały dwie ekipy |